# Jurij Malysjev
Jurij Aleksandrovitj Malysjev (russisk: Юрий Александрович Малышев) (født 1. februar 1947 i Khimki) er en russisk tidligere roer og olympisk guldvinder.

## Rokarriere
Malysjev roede singlesculler for Sovjetunionen og var blevet nummer fire ved VM i 1970. Ved OL 1972 i München havde han lidt overraskende hurtigste tid i indledende runde, mens favoritten, argentineren Alberto Demiddi var hurtigst i semifinalen, hvor Malysjev vandt det andet heat. I finalen lå de to side om side en stor del af løbet, men til slut trak Malysjev fra og sikrede sig guldet, mens Demiddi fik sølv og østtyskeren Wolfgang Güldenpfennig bronze.

## OL-medaljer
- 1972:  Guld i singlesculler